# Frat Pack
Frat Pack är ett inofficiellt namn på en amerikansk komikergrupp bestående av Will Ferrell, Jack Black, Ben Stiller, Vince Vaughn, Paul Rudd, Owen Wilson, Steve Carell, och Luke Wilson. Gruppen har spelat in ett flertal filmer med varandra sedan 1990-talet.